# Conseil des ministres de l'Ontario

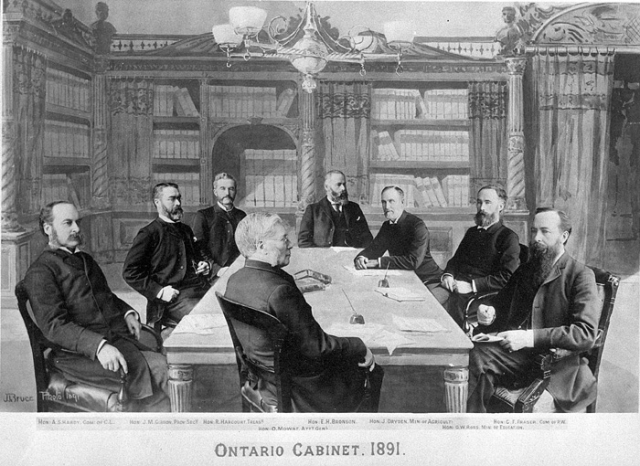
Le cabinet des conseils des ministres de l'Ontario en 1891, avec le 3e premier ministre ontarien Oliver Mowat

Le Conseil des ministres de l'Ontario (ou Conseil exécutif de l'Ontario) est un conseil composé des ministres, présidé par le premier ministre de l'Ontario eux-mêmes habituellement issus de l'Assemblée législative de l'Ontario. Il existe en vertu de l'article 63 de la Loi constitutionnelle de 1867. Son rôle est de conseiller le lieutenant-gouverneur de l'Ontario dans l'exercice des pouvoirs de la Couronne de l'Ontario. Les ministres sont nommés, à la suite des recommandations du premier ministre, par le lieutenant-gouverneur. Les ministres emploient le préfixe honorifique l'honorable tant qu'ils siègent au Conseil.
Le Conseil des ministres est semblable au Conseil privé de la Reine pour le Canada dans son rôle et sa structure, bien qu'il soit plus petit et alors que le Conseil des ministres du Canada est un comité du Conseil privé de la Reine, le Conseil des ministres de l'Ontario et le Conseil exécutif de l'Ontario représentent la même instance. De plus, au contraire des membres du Conseil privé, les membres du Conseil exécutif ne sont pas nommés à vie.

## Conseil des ministres actuel
Le cabinet de Doug Ford est assermenté le 29 juin 2018, jour marquant le début de son mandat comme 26e premier ministre de l'Ontario.
Le premier remaniement ministériel est effectué le 7 novembre 2018, à la suite de la démission de Jim Wilson, accusé d'inconduite sexuelle.
Le 20 juin 2019, en chute libre de popularité, un an après les élections, le gouvernement Ford annonce un remaniement ministériel majeur.
| Ministre           | Portefeuille                                                                                      | Depuis |
| ------------------ | ------------------------------------------------------------------------------------------------- | ------ |
| Doug Ford          | Premier ministre                                                                                  | 2018   |
| Doug Ford          | Ministre des Affaires intergouvernementales                                                       | 2018   |
| Christine Elliott  | Vice-première ministre                                                                            | 2018   |
| Christine Elliott  | Ministre de la Santé                                                                              | 2018   |
| Michael Tibollo    | Ministre associé délégué à la Santé mentale et à la Lutte contre les dépendances                  | 2019   |
| Merrilee Fullerton | Ministre des Soins de longue durée                                                                | 2019   |
| Rod Phillips       | Ministre des Finances                                                                             | 2019   |
| Vic Fedeli         | Ministre du Développement économique, de la Création d’emplois et du Commerce                     | 2019   |
| Vic Fedeli         | Président du Conseil des ministres                                                                | 2018   |
| Prabmeet Sarkaria  | Ministre associé délégué aux Petites Entreprises et à la Réduction des formalités administratives | 2019   |
| Steve Clark        | Ministre des Affaires municipales et du Logement                                                  | 2018   |
| Sylvia Jones       | Solliciteure générale                                                                             | 2019   |
| Jeff Yurek         | Ministre de l'Environnement, de la Protection de la nature et des Parcs                           | 2019   |
| Todd Smith         | Ministre des Services à l'enfance et des Services sociaux et communautaires                       | 2019   |
| Jill Dunlop        | Ministre associée déléguée au dossier de l'Enfance et à la Condition féminine                     | 2019   |
| Monte McNaughton   | Ministre du Travail                                                                               | 2019   |
| Doug Downey        | Procureur général                                                                                 | 2019   |
| Caroline Mulroney  | Ministre des Transports                                                                           | 2019   |
| Caroline Mulroney  | Ministre des Affaires francophones                                                                | 2018   |
| Kinga Surma        | Ministre associée des Transports (RGT)                                                            | 2019   |
| Ross Romano        | Ministre de la Formation et des Collèges et Universités                                           | 2019   |
| Stephen Lecce      | Ministre de l'Éducation                                                                           | 2019   |
| Peter Bethlenfalvy | Président du Conseil du Trésor                                                                    | 2018   |
| John Yakabuski     | Ministre des Richesses naturelles et des Forêts                                                   | 2018   |
| Greg Rickford      | Ministre de l'Énergie, du Développement du Nord et des Mines                                      | 2018   |
| Greg Rickford      | Ministre des Affaires autochtones                                                                 | 2018   |
| Bill Walker        | Ministre associé de l'Énergie                                                                     | 2019   |
| Raymond Cho        | Ministre des Services aux aînés et de l'Accessibilité                                             | 2018   |
| Ernie Hardeman     | Ministre de l'Agriculture, de l'Alimentation et des Affaires rurales                              | 2018   |
| Laurie Scott       | Ministre de l'Infrastructure                                                                      | 2019   |
| Lisa MacLeod       | Ministre du Tourisme, de la Culture et du Sport                                                   | 2019   |
| Lisa Thompson      | Ministre des Services gouvernementaux et des Services aux consommateurs                           | 2019   |
| Paul Calandra      | Leader parlementaire du gouvernement                                                              | 2019   |